# Espresso (microprocesseur)
Pour les articles homonymes, voir Espresso.

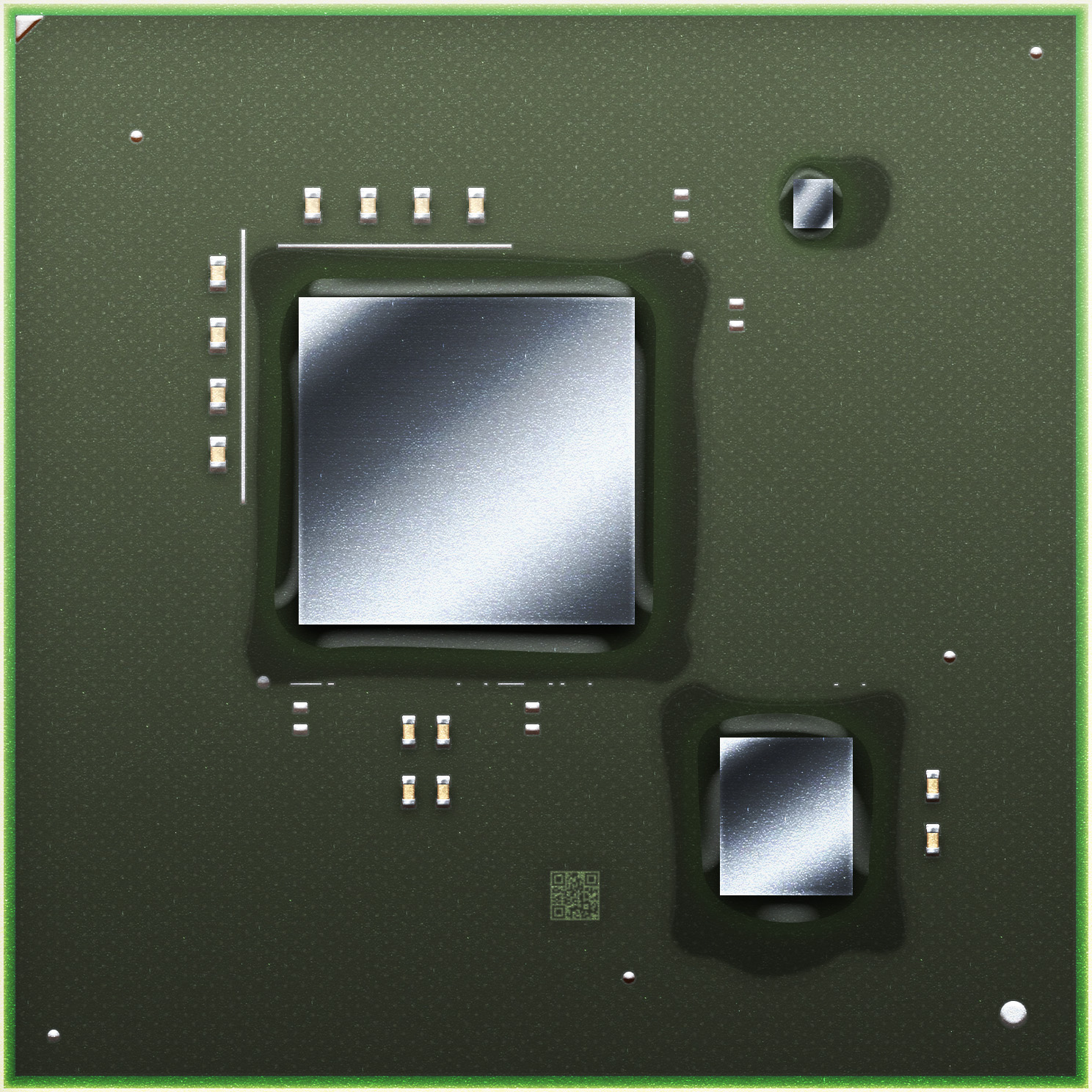
MCM de la Wii U, avec l'Espresso (puce moyenne en bas à droite), avec le GPU Latte d'AMD (grosse puce du milieu), et la plus petite puce de Renesas en haut à droite

L'Espresso est un microprocesseur 32 bits d'architecture Power d'IBM, utilisé principalement dans la console de jeu Wii U de Nintendo. Il utilise un procédé de fabrication silicium sur isolant de 45 nanomètres. Il est placé sur un module multi-puces (MCM) fabriqué par Renesas, et y est associé avec un GPU d'AMD.